# Dichaetomyia vicaria
Dichaetomyia vicaria este o specie de muște din genul Dichaetomyia, familia Muscidae. A fost descrisă pentru prima dată de Walker în anul 1859. Conform Catalogue of Life specia Dichaetomyia vicaria nu are subspecii cunoscute.